# Шароаргун
Шароаргун, або Шаро-Аргун — річка в Чечні. Права притока Аргуна. Довжина річки — 86 км, а площа водозбірного басейну — 1150 км.
Бере початок на північному схилі Тушетського хребта зі снігів і льодовиків його вершин: Доносмта, Чешос-мта, Великої та Малої Качі. Впадає в Аргун поблизу колишнього Аргунського укріплення, трохи вище за село Старі Атаги. Шароаргун являє собою досить велику і дуже швидку гірську річку, шириною місцями 40 метрів і більше.
У нижній течії Шароаргун і Аргун поділяються горою Даргендук, схили якого вкриті суцільними лісами, а гребінь — гірськими луками. По цьому гребеню в середині XIX століття російські війська рухалися до Шатою та інших місць гірської Чечні для її підкорення, і таким чином обійшли вузьку, порослу лісом, зайняту чеченцями Аргунську ущелину.

## Притоки
По порядку від гирла до початку:
- 4,7 км: річка Абазулгол
- 24 км: річка Нежилойахк
- 39 км: річка Келойахк
- 48 км: річка Чадирі
- 61 км: річка Хашелдойахк
- 65 км: річка Хуландойакх

## Галерея

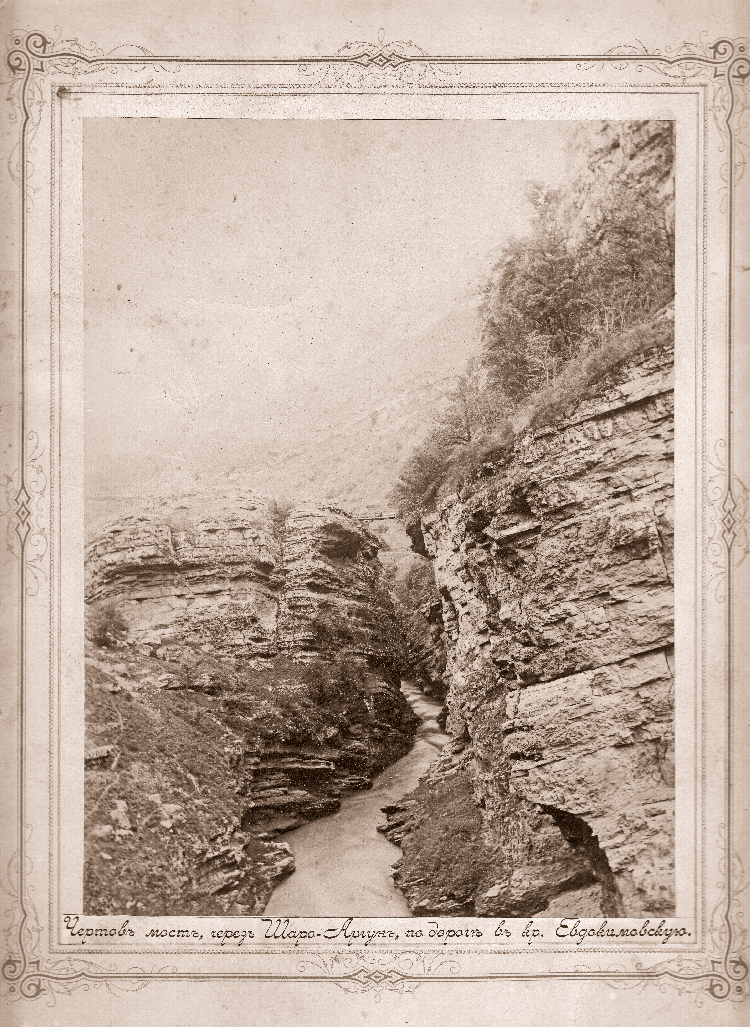
Чортовий міст, через Шароаргун, друга половина XIX століття
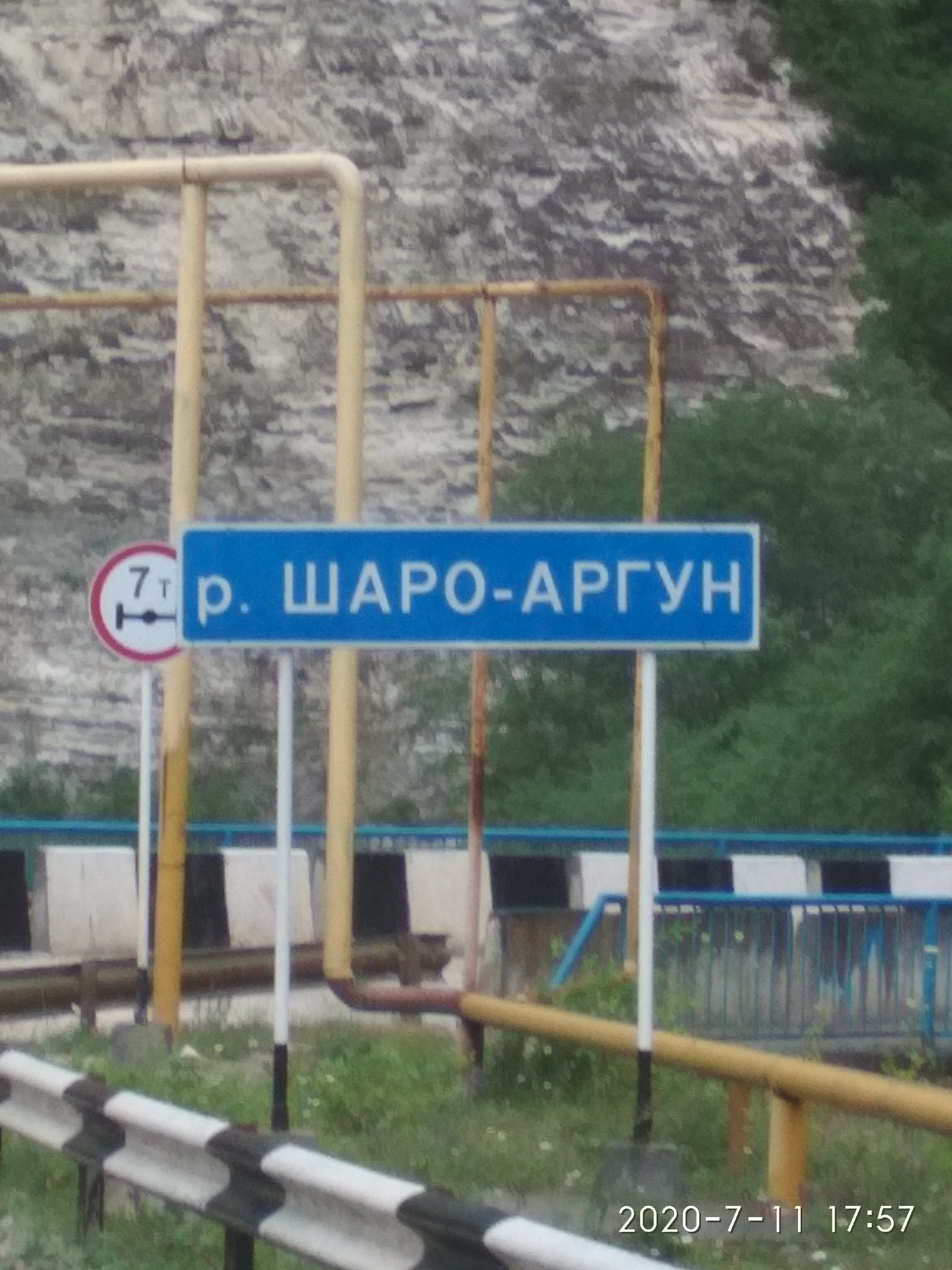
Міст через Шароаргун